# Добринька (річка)
Добринька, Добринка — річка в Україні, у Хорошівському й Малинському районах Житомирської області. Ліва притока Тростяниці (басейн Дніпра).

## Опис
Довжина річки 17 км. Висота витоку річки над рівнем моря — 198 м; висота гирла над рівнем моря — 170 м; падіння річки — 28 м; похил річки — 1,65 м/км. Формується з багатьох безіменних струмків та 4 водойм. Площа басейну 70,6 км².

## Розташування
Бере початок на північному сході від села Рудня-Фасова. Тече на північний схід у межах сіл Ісаківка, Томашівка, Ємілівка та Добринь. На околиці села Буки впадає в річку Тростяницю, праву притоку Ірші.